# Москвина, Татьяна Сергеевна
Татьяна Сергеевна Москвина́ (Москвина́-Штайль) (белор. Таццяна Сяргееўна Масквіна; род. 10 января 1973, Новосибирск) — белорусская самбистка и дзюдоистка, чемпионка Беларуси, 4-кратная чемпионка Европы по самбо, 10-кратная чемпионка мира по самбо, 3-кратная обладательница Кубка мира, Заслуженный мастер спорта Республики Беларусь.

## Биография
Родилась в 1973 году в Новосибирске. В пять лет родители записали её в секцию художественной гимнастики. Затем занималась плаванием и лёгкой атлетикой. Кроме спорта занималась также живописью, музыкой, бальными танцами.
В 1983 году семья переехала в Могилёв. Здесь начала заниматься самбо и дзюдо. В 1991 году поступила в Академию физвоспитания и спорта в Минске.
Принимала участие в Олимпийских играх 2004 года в Афинах, но выступила неудачно.

## Спортивные результаты
- Этап Кубка мира по самбо 2007 года, Рио-де-Жанейро — 7 место;
- Суперкубок мира 2007 года, Москва — 7 место;
- Этап Кубка мира 2007 года, Вена — 7 место;
- Кубок мира 2005 года, Минск — ;
- Международный турнир, 2004 год, Стамбул — ;
- Открытый чемпионат Германии 2004 года, Гамбург — 5 место;
- Международный турнир класса А, 2004 год, София — 7 место;
- Чемпионат Беларуси 2003 года, Минск — ;
- Открытый чемпионат Германии 2003 года, Брауншвейг — 5 место;
- Международный турнир класса А, 2003 год, Минск — ;
- Международный турнир класса А, 2003 год, Москва — ;
- Этап Кубка мира, 2002 года, Минск — ;
- Этап Кубка мира, 2002 года, Варшава — ;
- Этап Кубка мира, 2001 года, Минск — ;
- Открытый Кубок Польши, 2001 год, Варшава — 5 место;
- Этап Кубка мира, 2000 год, Минск — ;
- Открытый Гран-При Дании, 2000 год, Роттердам — 7 место;
- Открытый Кубок Польши, 2000 год, Варшава — 5 место;

## Семья
Муж Карстен Штайль — архитектор, живёт под Бранденбургом, является спонсором женской команды по дзюдо «Динамо-Бранденбург», за которую выступает его жена. В 2006 году у них родилась дочь.